# БМП-1

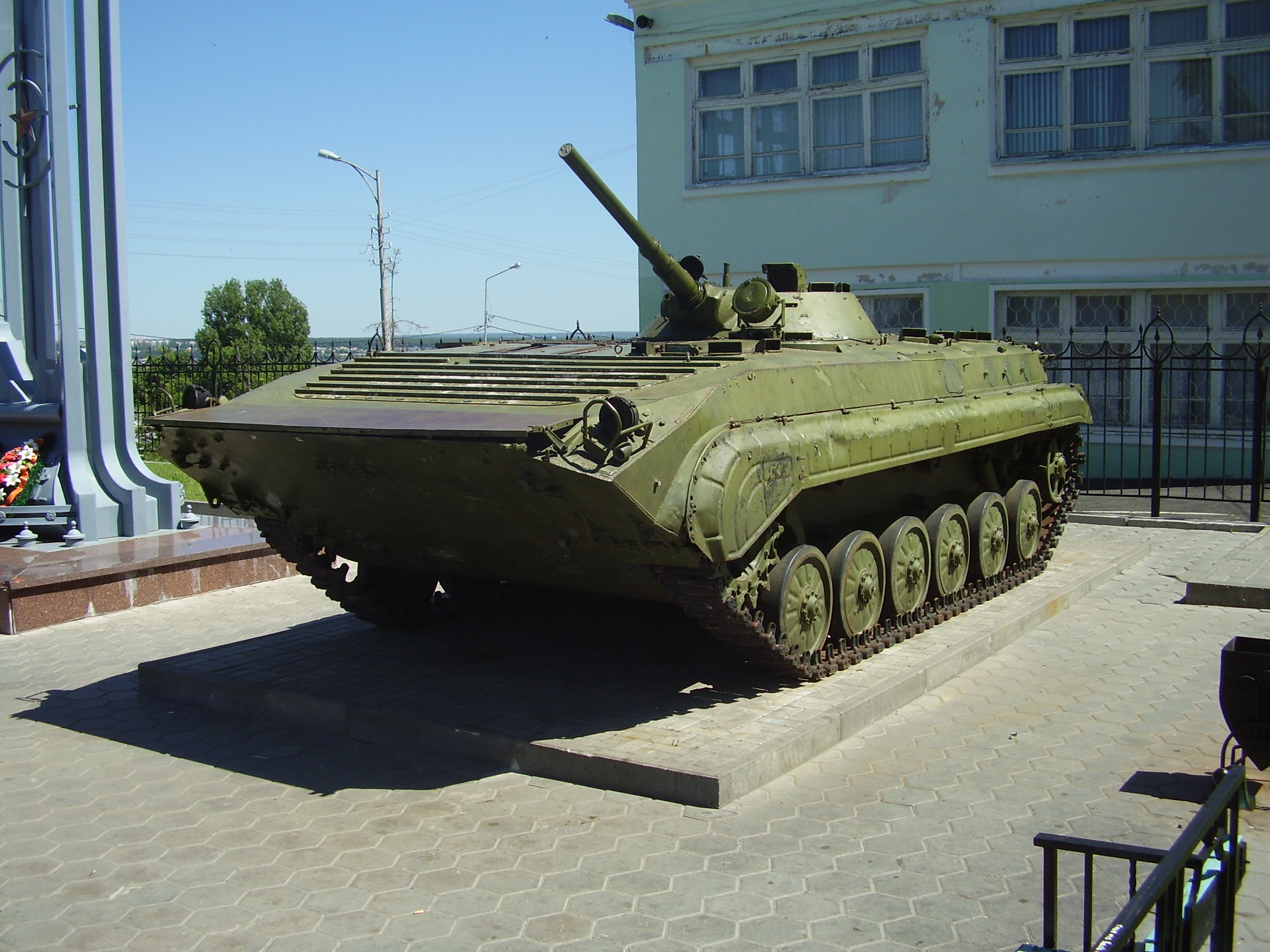
Бойова машина піхоти БМП-1

БМП-1 (абр. від бойова машина піхоти) — перша радянська серійна бойова броньована гусенична машина, здатна плавати та призначена для транспортування особового складу мотострілецьких підрозділів на поле бою, підвищення його мобільності, озброєності та захищеності на полі бою, а також для сумісних дій з танками у бою. Родоначальниця такого класу бойових машин, як бойові машини піхоти; перша у світі серійна бойова машина піхоти.

## Історія
СРСР почав роботу над БМП-1 в 1961 році в рамках своєї концепції операцій на значну глибину, з форсуванням річок і підтримкою військ у наступі тактичними ядерними зарядами. Машина мала вміти плавати, мати змогу протистояти танкам і мати значний запас ходу, діяти в зоні ядерного і хімічного зараження. Восени 1962-го виготовили перший дослідний зразок, до 1965 року ЧТЗ мав випустити 50 одиниць для відправки до експериментальної військової частини.

## Опис конструкції
БМП-1 розрахована на перевезення і підтримку одного мотострілецького відділення. Бойова обслуга машини — 11 чоловік: 3 члени екіпажу (механік-водій, навідник-оператор і командир відділення/бойової машини) та 8 чоловік десанту.

### Броньовий корпус і башта
Корпус і башта БМП-1 зварені з катаних сталевих броньових листів товщиною від 5 до 19 мм, а лоб башти має товщину 23 мм.
В лівій передній частині машини розташовується відділення управління, в котрому знаходиться робоче місце механіка-водія з органами управління рухом машини, приладами спостереження і засобом зв'язку. За місцем механіка-водія розташоване місце командира відділення з амбразурою для стрільби з особистої зброї, приладами спостереження і засобами зв'язку.
Моторно-трансмісійне відділення (МТВ) розташоване у передній правій частині машини, суміщене по довжині машини з відділенням управління й відділене від останнього тепло-звукоізоляційною перегородкою. Для доступу до агрегатів МТВ у перегородці є люки.
У середній частині машини знаходиться бойове відділення, котре займає башту і підбаштовий простір корпусу. У бойовому відділенні розміщені робоче місце навідника-оператора, а також основне і допоміжне озброєння машини. У підбаштовому просторі змонтована підлога, яка може обертатися разом з баштою і в якій змонтовані коробки з набоями для кулемета та укладка гарматних кумулятивних і осколково-фугасних пострілів. У правому борті корпусу змонтовані три укладки з пострілами для ПУ ПТКР, ще одна знаходиться у підбаштовому просторі.
У десантному відділенні, розташованому у кормовій частині машини, знаходяться 8 робочих місць для піхотинців. Кожне обладнане амбразурою для стрільби з особистої зброї. У кормі є двоє дверей для виходу десанту, у лівій з них є амбразура для стрільби з автомата. Також для виходу десанту під час руху на воді або для аварійної евакуації в даху десантного відділення є чотири люки. Десантне відділення розділене уздовж паливним баком і контейнером електрообладнання, в котрому знаходяться обігрівач, акумулятори й інше електрообладнання.

### Озброєння
Як основне озброєння БМП-1 використовує 73-мм гладкоствольну гармату 2А28 «Грім» з боєкомплектом 40 пострілів (16 кумулятивних, 24 осколкових). З гарматою спарений 7,62-мм кулемет ККТ (Кулемет Калашнікова танковий; модифікація єдиного кулемета Калашнікова для бронетехніки), який має у боєкомплекті 2000 набоїв 7,62×54R. Окрім того, для боротьби з танками й іншою броньованою технікою, а також з гелікоптерами, що низько летять, БМП-1 має ПУ ПТКР (пускову установку протитанкових керованих ракет) 9М14М «Крихітка» з чотирма пострілами до неї.

### Засоби спостереження і зв'язку
Місце механіка-водія оснащене оптичними приладами спостереження («триплексами») і апаратом А-3 танкового переговорного пристрою (ТПП). Розташоване позаду від нього місце командира відділення обладнане приладами спостереження ТНП-165А і ТНПО-170А, а також апаратом А-1 ТПП і бортовою радіостанцією Р-123М. Навідник-оператор має апарат А-2 ТПП для внутрішнього зв'язку.
Робочі місця піхотинців у десантному відділенні та кормові двері для спішування обладнані приладами ТНПО-170А для спостереження за місцевістю. Для внутрішнього зв'язку десантники користуються апаратами А-3 й А-4 ТПП.

### Двигун і трансмісія
У машині два блоки. Перший — силовий; він об'єднує в собі двигун, планетарні механізми повороту та коробку передач. Другий — блок охолодження й очистки; в ньому об'єднані радіатори системи охолодження, змащення двигуна, ежектор, очисник повітря й мастильна система трансмісії. Другий блок закріплений на балках даху корпусу.
Двигун: V-подібний шестициліндровий чотиритактний дизель УТД-20 рідинного охолодження з неопосердкованим вприскуванням. Максимальна потужність становить 210—221 кВт. Загальна маса сухого двигуна становить приблизно 700 кг.

### Ходова частина
Підвіска індивідуальна торсіонна, з гідравлічними амортизаторами телескопічної двосторонньої дії. Стосовно одного борту підвіска складається з шести порожнистих опорних котків, переднього провідного і заднього напрямляючого коліс. Опорні котки умисно виконані порожнистими задля підвищення плавучості машини при подоланні водних перешкод.
Також БМП-1 отримала гусениці принципово нової конструкції, в якій рухомі частини не перекривали одна одну, як в танкових гусеницях, що збільшило ресурс металу і гумових ущільнювачів до 8000 км.

## Модифікації і версії

### СРСР і Росія

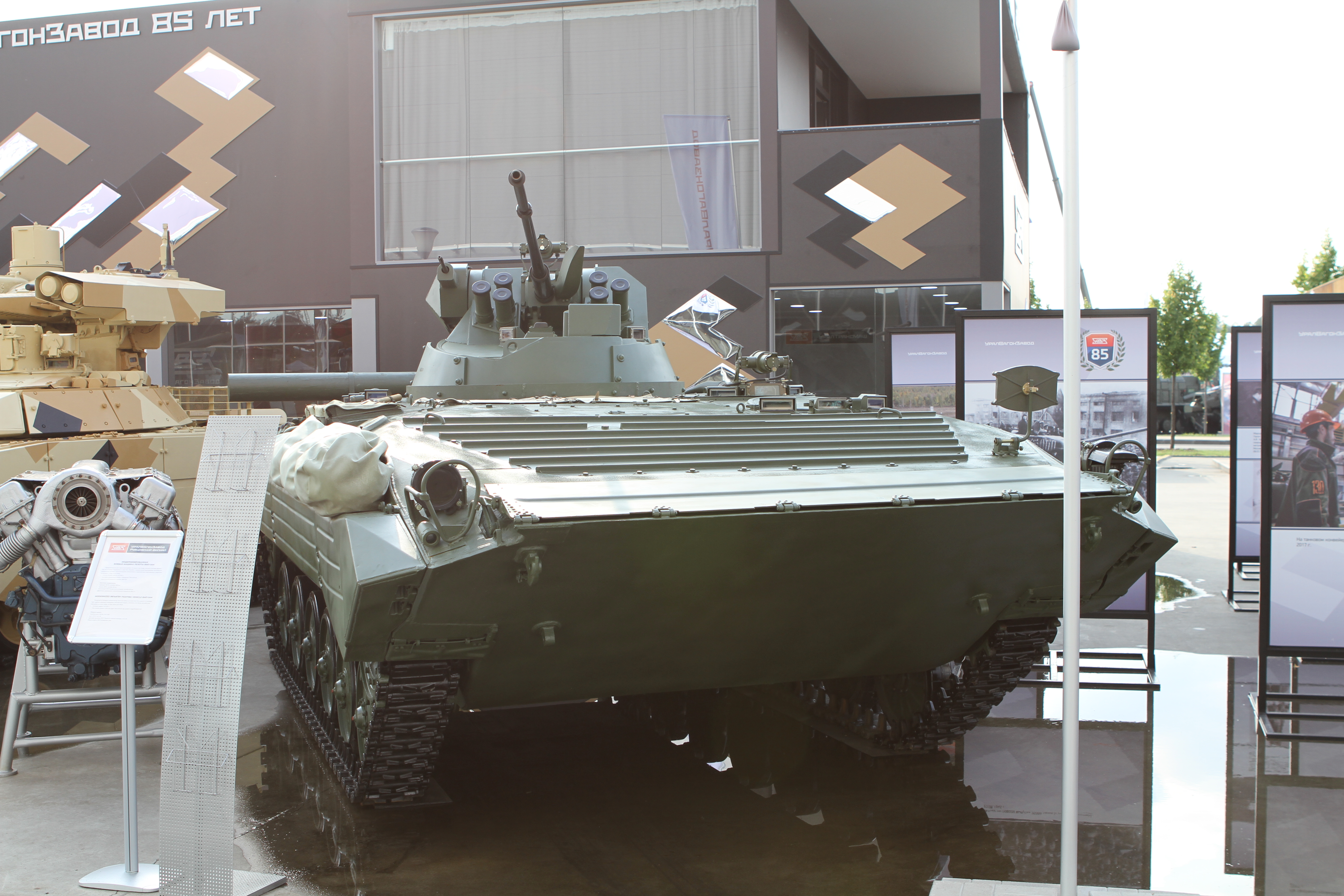
БМП-1АМ на МВТФ (Росія) «Армія-2021».

- БМП-1К — командирська машина командиру мотострілецького батальйону. Додатково обладнана радіостанцією Р-111 і навігаційними пристроями. Прийнята на озброєння Радянської Армії у 1973 році.
- БМП-1КШ — командно-штабна машина. Не має озброєння, башта нерухома, обладнана телескопічною антеною (після розгортання її висота становить 19 м), радіостанціями Р-111 (2 шт.), Р-123М, Р-124, навігаційними пристроями, приладами хімічної та радіаційної розвідки, автономним бензиновим електрогенератором.
- БМП-1П — модернізована версія машини. Обладнана потужнішою ПУ ПТКР 9К111-1 «Фагот» й шістьма 81,4-мм мінометами для постановки димової завіси 902В. На озброєння прийнята у 1979 році, серійно виготовлялася з 1979 р. до 1983 р. включно.
- БМП-1ПК — командирська модифікація БМП-1П.
- БМП-1ПГ — модифікація БМП-1П, внаслідок бойового досвіду Афганської війни додатково оснащена 30-мм автоматичним гранатометом АГ-17 «Полум'я».
- БМП-1 ЗУ-23-2 — замість штатної башти встановлена ЗУ-23-2.
- БМП-1М — російський варіант модернізації БМП-1. Метою модифікації було підвищення вогневих можливостей БМП-1 до рівня сучасних бойових машин піхоти. Встановлено одномісну башту з 30-мм автоматичною гарматою 2А72, спареним з нею 7,62-мм кулеметом ККТ і ПУ ПТКР «Корнет» з чотирма трубчастими напрямними, а також з новими приладами спостереження і прицілювання. На озброєння прийнята не була.

- БМП-1АМ «Басурманин» — російський варіант модернізації БМП-1 яку показали у 2018 р. Встановлено бойовий модуль від БТР-82А. Є тепловізор. Озброєння: кулемет 7,62 ПКТ, гармата 30-мм 2А72, ПТРК 9К115 «Метис» (лише у виносному варіанті), система димових гранат 902В «Туча». Радіостанція Р-168-25У-2 «Акведук». Екіпаж — 3 чол., десант — 8 чол.. Маса бойова 13 т[2] за іншим джерел 14,2 т[3]. Силова установка УТД-20С1 потужністю 300 к. с.. Швидкість по шосе 65 км/год. Запас ходу 550—600 км.[2][3]

### Україна
- БМП-1У — серія українських модернізацій БМП-1. Замість штатної башти встановлюються бойові модулі українського виробництва - «Шквал», «Стилет» тощо. Новий комплекс озброєння: 30-мм автоматична гармата КБА-2; 7,62-мм кулемет ККТ; ПУ ПТКР «Комбат» з двома трубчастими напрямними; 30-мм автоматичний гранатомет АГ-17 «Полум'я». Для підвищення плавучості на БМП-1У встановили надгусеничні поплавки. Також були встановлені тягові колеса і гусениці від БМП-2. Була прийнята на озброєння Збройних Сил Грузії.Докладніше: БМП-1У
  - БМП-1У «Шквал» — базова модель.
  - БМП-1М — експортна модифікація БМП-1У «Шквал» з бойовим модулем «Шквал» або «Шквал А», отримала новий прицільний комплекс «Тандем-2» і протитанкові ракети комплексу «Бар'єр».
  - БМП-1УМ — модифікація БМП-1 з оновленим двигуном, модифікованим корпусом і бойовим модулем «Шквал». БМП-1УМ використовує двигун 3ТД-2, уніфікований з харківськими танковими двигунами, замість російського УТД-20. Командир отримав приціл ТКН-3Б з високочутливими камерами, що здатен транслювати картинку для сусідніх бойових машин. Корма корпусу піднята на 15см для зручності десанту, і встановлено відкидну апарель з механічним приводом. Десантний відсік захищають блоки динамічного захисту «Контакт-1», а корпус був додатково підсилений арамідними вставками. Встановлено екран-дефлектор для маскування вихлопу. Надгусеничні крила-поплавці були збільшені у об'ємі для підвищення плавучості[4][5].
  - БМП-1УМД — модифікація БМП-1У з двигуном Deutz TCD2013 L64V замість російського УТД-20[6]. Встановлено бойовий модуль «Стилет».

- БМП-1ТС — (експортний варіант BMP-MTS) — власна розробка українського приватного підприємства «Техімпекс». Прийнята на озброєння ЗСУ в 2021 році. Номенклатурний код НАТО 2510-61-015-0424. Оснащений сучасним бойовим модулем «Спис-Синтез» (номенклатурний код НАТО 2510-61-015-0429)[7]. Відомо про наявність БМП-1ТС у бригаді «Азов» та 150 ОМБр[8].
- БМП-1М з модулем “Спис-Синтез” — Модернізація БМП-1 від НВО "Практика". Встановлено новий бойовий модуль Спис-Синтез, покращеною бронею та встановленими сучасними приладами спостереження. Також замість броньованих дверей була встановлена сучасна апарель[9].

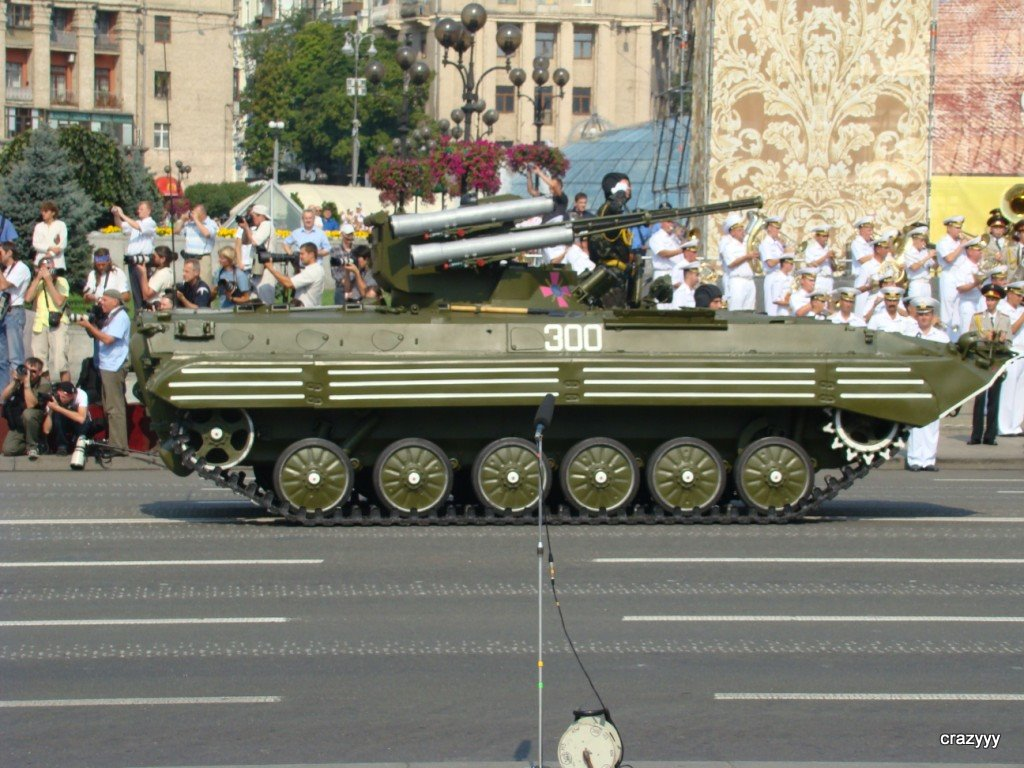
БМП-1У «Шквал» під час параду до Дня Незалежності, Київ, 2008 рік.
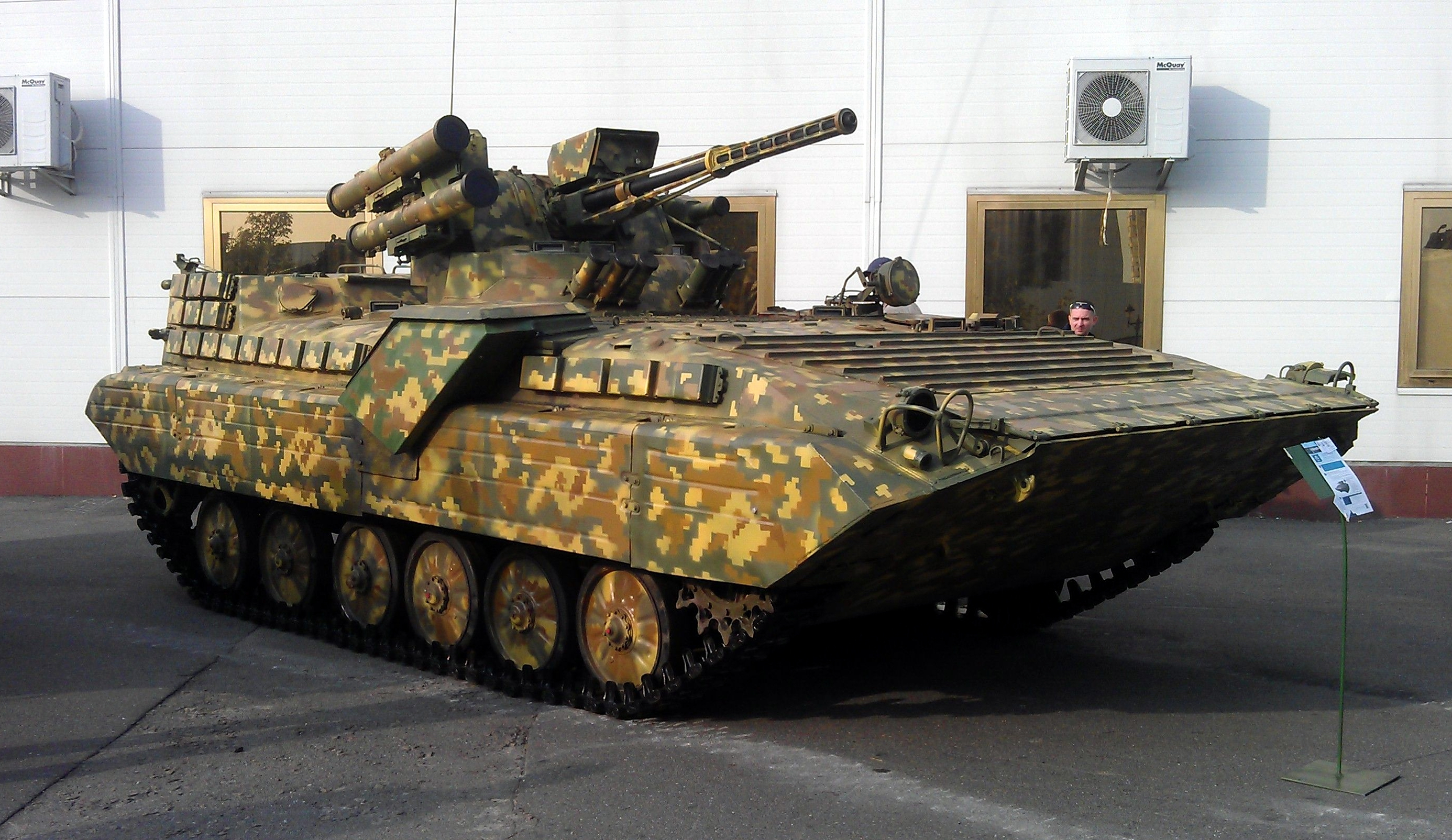
БМП-1УМ в експозиції Житомирського бронетанкового заводу Виставка "Зброя та безпека", Київ, вересень 2015 рік.
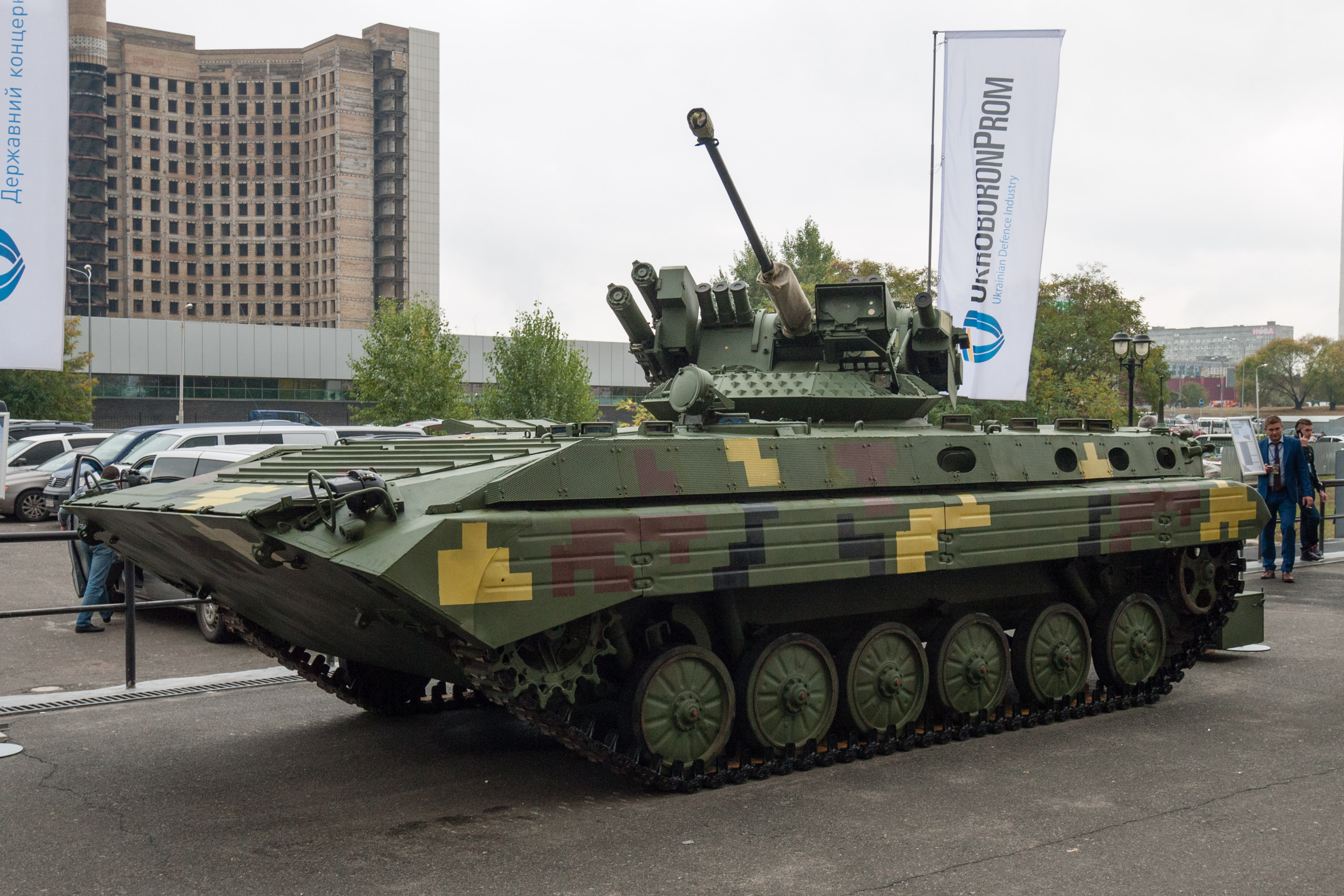
БМП-1УМД на виставці «Зброя і захист - 2016»
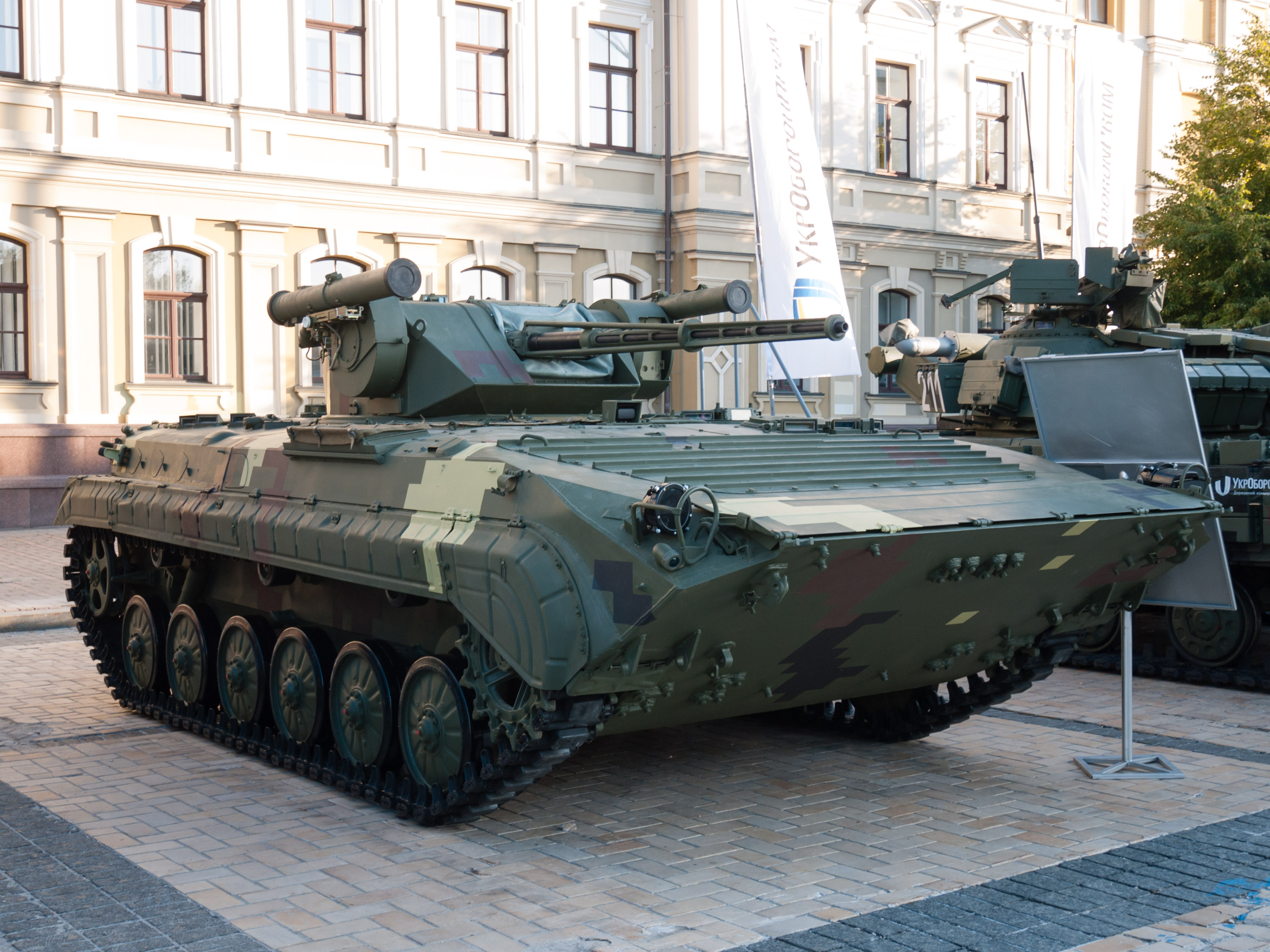
БМП-1ТС з бойовим модулем СПИС-СИНТЕЗ, Київ, 2018 рік.

### Чехословаччина
- BVP-1 — чехословацька версія БМП-1, серійне виробництво йшло з 1970 р. до 1989 р. включно[10].
- OT-90 — бронетранспортер з шасі БМП-1 і баштою OT-64.

### Інші
- BWP-1 — польська ліцензійна копія БМП-1[11].
- BMP-1A1 Ost — східнонімецька модифікація БМП-1П. Після об'єднання Німеччини були продані Греції, де проходили додаткову модернізацію шляхом встановлення кулеметів Browning M2 чи ЗУ-23-2[11].
- Pbv 501 — шведська модифікація куплених у Німеччини BMP-1A1 зі встановленими компонентами стандартів НАТО[12].
- Тип 86 — китайська копія БМП-1. У 1980 році КНР придбала у Єгипту експортний варіант БМП-1, налагодивши його виробництво у 1986 році, однак машина була прийнята на озброєння НВАК тільки в 1992 році, ставши першою БМП на озброєнні китайської армії.[13]

## Машини на базі БМП-1
БРМ-1К — радянська бойова розвідувальна машина для розвідувальних підрозділів і частин мотострілецьких і танкових дивізій, бригад і полків.
БРЕМ-2 — радянська броньована ремонтно-евакуаційна машина.
BPzV — чехословацька бойова розвідувальна машина на базі BVP-1, вироблялася у 1984—1987 рр.
ShM vz.85 PRÁM-S — самохідний 120-мм міномет, який виготовлявся у 1980—1990 рр.

## Бойове застосування
Майже відразу від своєї появи на світ і до сьогодні БМП-1 використовувалась і використовується у багатьох збройних конфліктах. Ось лише деякі з них:
- Арабо-ізраїльський конфлікт 1973 р.
- Афганська війна 1979—1989 рр.
- Ірано-іракська війна 1980—1988 рр.
- локальні конфлікти під час та після розпаду СРСР
- Війна в Кувейті 1991 р.
- Перша та Друга чеченські війни
- Війна в Іраку 2003—2010 рр.
- Війна у Південній Осетії 2008 р.
- Інтервенція в Лівію 2011 р.
- Російсько-українська війна 2014—нині.

### Війна проти тероризму
Відомо, що бойовики Ісламської Держави широко використовали БМП-1 як «шахідмобілі»: з них знімається башта, заварюється одна з задніх десантних дверей (невідомо, для чого), машина набивається вибухівкою та опціонально оснащується додатковою бронею. Оскільки башти БМП стають зайвими, ними оснащують технічки, для чого зводять надбудови в кузові.

### Російсько-українська війна
Інтенсивно використовувались обома сторонами. Україна, крім радянських та українських модифікацій, отримала в якості військової допомоги BWP-1 від Польщі та BVP-1 і Pbv 501A від Чехії.
Російські військові кинули в бій і найновіші модифікації, БМП-1АМ «Басурманин». Так, дві машини були знищені під час наведення понтонної переправи через річку Сіверський Донець в Луганській області.
7 Серпня 2023 року під Авдіївкою ЗСУ знищили БМП-1[джерело?].

## Оператори
- Азербайджан:
  - Збройні сили Азербайджану — 43 БМП-1, станом на 2018[17]
  - Державна прикордонна служба Азербайджану — 168 БМП-1/БМП-2, станом на 2018[17]
- Алжир — 685 БМП-1, станом на 2018[18]
- Ангола — 250 БМП-1/БМП-2, станом на 2018[19]
- Болгарія — 90 БМП-1, станом на 2018[20]
- Вірменія:
  - Армія Вірменії — 75 БМП-1 і 6 БМП-1К, станом на 2018[21]
  - МВС Вірменії — 44 БМП-1 і 1 БМП-1К, станом на 2018[21]
  - Прикордонні війська Вірменії — 35 БМП-1, станом на 2018[21]
- В'єтнам — 300 БМП-1/БМП-2, станом на 2018[22] Перші 111 БМП-1 для в'єтнамської армії були поставлені Радянським Союзом в 1979 році трьома партіями.
- Гвінея — 2 БМП-1, станом на 2018[23]
- Грузія — 25 БМП-1, станом на 2018[24]
- Греція — 398 БМП-1, станом на 2018[25]
- Демократична Республіка Конго — 20 БМП-1, станом на 2018[26]
- Екваторіальна Гвінея — 20 БМП-1, станом на 2018[27]
- Еритрея — 15 БМП-1, станом на 2018[28]
- Ефіопія — близько 20 БМП-1, станом на 2018[29]
- Єгипет — понад 15 БМП-1 (і 205 БМП-1 на зберіганні), станом на 2018[30]
- Індія — 700 БМП-1, станом на 2018[31]
- Ірак — близько 80 БМП-1, станом на 2018[32]
- Іран — 210 БМП-1, станом на 2018[33]
- Камбоджа — 70 БМП-1, станом на 2018[34]
- Киргизстан — 230 БМП-1, станом на 2018[35]
- Кот-д'Івуар — 10 БМП-1/БМП-2, станом на 2018[36]
- Куба — близько 50 БМП-1/П, станом на 2018[37]
- Лівія — деяка кількість БМП-1, станом на 2018[38]
- Молдова — 6 шт. (використовуються як навчальні)[джерело?]
- Монголія — 310 БМП-1, станом на 2018[39]
- Мозамбік — 40 БМП-1, станом на 2018[40]
- Нікарагуа — понад 17 БМП-1, станом на 2018[41]
- Польща — 1277 БМП-1, станом на 2018[42]
- Росія
  - Російська армія: щонайменше 500 БМП-1М та 700 БРМ-1К (і 7000 БМП-1 на зберіганні), станом на січень 2018[43]
  - 102-га військова база в Ґюмрі, Вірменія: 80 БМП-1М, станом на січень 2018[44]
- Словаччина — 148 БМП-1, станом на 2018[45]
- Судан — 135 БМП-1/БМП-2, станом на 2018[46]
- Сирія — деяка кількість БМП-1, станом на 2018[47]
- Таджикистан — 8 БМП-1, станом на 2018[48]
- Туркменістан — 600 БМП-1/БМП-1М, станом на 2018[49]
- Україна:
  - Сухопутні війська — 193 БМП-1 і 115 БРМ-1К, станом на 2018[50]
  - Морська піхота — кілька БМП-1, станом на 2018[50]
- Уругвай — 18 БМП-1, станом на 2018[51]
- Чад — 80 БМП-1 і 42 БМП-1У, станом на[52]
- Чехія — 98 БМП-1, станом на 2018 (на зберіганні)[53]
- Шрі-Ланка — 13 БМП-1, станом на 2018[54]

### Греція
В 1990-х роках Греція отримала близько 500 бойових машин піхоти, які раніше використовувала армія Німецької Демократичної Республіки (НДР) та після возз'єднання Німеччини були не потрібні Бундесверу.
Всі машини були чехословацького виробництва, та пройшли місцеву модифікацію, внаслідок чого отримали індекс БМП-1A1 Ost.
Згодом, частину з них передали Єгипту, частину — Іраку. Станом на 2021 рік на озброєнні залишалось 169 машин.
На початку червня 2022 року стало відомо, що Греція погодилась «в принципі» передати Україні наявні в неї трохи більше сотні БМП-1 та снаряди до них. Однак, така передача можлива лише після отримання 100 БМП Marder від Німеччини. Як наслідок, цей процес призвів до багатомісячного затягування із передачею, імовірно морально застарілих, машин.

### Польща
У вересні 2021 року Міністерство оборони Польщі замовило капітальний ремонт понад 30 одиниць БМП-1. Консорціум Польська зброярська група та Wojskowe Zakłady Motoryzacyjne SA підписав довгостроковий контракт з 2-ю регіональною базою матеріально-технічного забезпечення на капітальний ремонт бойових машин піхоти БМП-1 польського війська.
Вартість ремонту бойових машин становить майже 100 мільйонів злотих (26,24 мільйона доларів).
В подальшому вони мають бути замінені на бойові машини Borsuk IFV, початок серійного виробництва яких очікується за декілька років.

### Україна

#### До повномасштабного вторгнення
На початку січня 2018 року стало відомо про придбання Україною для потреб Збройних Сил України бойових машин БМП-1 (БМП-1АК) в одній з колишніх країн Варшавського договору. Ці бойові машини знаходились на зберіганні та перебували у хорошому технічному стані, також вони пройшли повне технічне обслуговування на одному з підприємств у ЄС. У ЗМІ було озвучено намір придбати близько 200 машин БМП-1, що дозволить Збройним Силам значно покращити бойові можливості підрозділів.
Спершу БМП-1АК машини вже отримала 14 механізована бригада, механізовані підрозділи якої до отримання БМП-1 була озброєна багатоцільовими тягачам МТ-ЛБ зі встановленими кулеметами ДШКМ калібром 12,7-мм. А в травні 2018 року стало відомо про надходження нових БМП-1 на озброєння 81 окремої десантно-штурмової бригади, підрозділ якої раніше комплектувався виключно броньованими тягачами МТ-ЛБ зі встановленими 23-мм зенітними гарматами ЗУ-23-2. Проте, ці бойові машини залишились на озброєнні та беруть участь у навчаннях.
З цього приводу видання «Новое время» поширило викривлену інформацію у вкрай упередженій статті. З метою захистити ділову репутацію 13 червня 2018 року ДК «Укроборонпром» подав позов у Подільський районний суд міста Києва.
Загалом, протягом 2018 року спецекспортер здійснив поставку п'ятдесяти БМП-1 для Збройних Сил України.
Наприкінці березня-початку квітня 2020 року державна компанія «Укрспецекспорт» розпочала процес передачі Міністерству оборони України 37 бойових машин піхоти БМП-1 для потреб Збройних Сил України.
В жовтні 2020 року компанія «Укрспецекспорт», через суд, вилучила у польської компанії Wtorplast законтрактовані та оплачені нею БМП-1, що мали бути поставлені до кінця 2018 року. Постачанням БМП-1 з-за кордону в інтересах Збройних Сил України тоді займалось дочірнє підприємство компанії «Укрспецекспорт» — ДГЗП «Спецтехноекспорт».
Про постачання бойових машин піхоти Укрспецекспорт домовився ще 2016 року. За угодою Україна мала отримати 93 БМП-1 за 15 345 000 доларів, партнером виступила польська приватна компанія Wtórplast S.A. Українська державна компанія переказала аванс майже 9 млн доларів за 50 з лишком броньованих машин. Утім, закордонний партнер поставив лише два десятки. Тому Україні довелося звертатися до польських судів. І ті стали на бік позивача. 26 БМП приїхали в Україну двома партіями — 12 та 14 одиниць.
Нарешті 26 БМП-1АК були передані ЗСУ 25 березня 2021 року на території Житомирського бронетанкового заводу.

#### Під час вторгнення
З початком російського вторгнення в Україну в 2022 році було піднято питання передачі Україні різноманітного озброєння, включаючи бронетехніку.
1 квітня 2022 року німецький уряд надав дозвіл Чехії передати Україні приблизно 58 одиниць БМП-1 із запасів колишньої НДР, які знаходяться у Чехії.
Ці машини вже пройшли кілька етапів модернізації, з башти було прибрано пускову установку ПТРК. Однак машини потребують профілактичного ремонту для підготовки до застосування в бойових умовах або ж можуть послужити донорами запасних частин для наявних в Україні машин.
Іще в Німеччині їх було модифіковано з метою підвищення безпеки екіпажу. Зокрема, було унеможливлено заповнення паливних баків у кормових дверях. Модернізовані машини отримали позначення BMP-1A1 Ost. Після возз'єднання Німеччини ці машини були продані Швеції. Де їх іще раз було модернізовано, зокрема, із салону прибрано азбестові покриття, було внесено зміни в двигун, ходову частину. Модернізовані машини отримали позначення Pbv-501. Згодом вони були продані Чехії, і нарешті — будуть передані Україні.
На початку червня 2022 року стало відомо, що Греція погодилась «в принципі» передати Україні наявні в неї трохи більше сотні БМП-1 та снаряди до них. Однак, така передача можлива лише після отримання та постановки на бойове чергування БМП Marder від Німеччини. За оцінками, якщо все відбуватиметься якнайшвидше, то це може статись ближче до осені або навіть початку зими 2022 року.
Станом на 11 липня 2022 року Україна отримала 5+ BVP-1 та 56 Pvb 501A від Чехії та 40 BWP-1 від Польщі.